# هینا سیدو
هینا سیدو (زاده ۲۹ اوت ۱۹۸۹) یک تیرانداز ورزشی هندی است. در ۷ آوریل ۲۰۱۴، سیدو اولین تیرانداز تپانچه هندی شد که در رده‌بندی جهانی فدراسیون بین‌المللی تیراندازی به رتبه یک رسید. در سال ۲۰۱۳، سیدو اولین تیرانداز تپانچه هندی بود که در فینال جام جهانی ISSF با قهرمانی در مسابقه تپانچه بادی ۱۰ متر موفق به کسب مدال طلا شد. سیدو در سال ۲۰۱۴ در ماده ۱۰ متر تپانچه بادی با امتیاز نهایی ۲۰۳٫۸ رکورددار جهانی شد. سیدو راست دست است و چشم راست غالب است.

## زندگی شخصی
در سال ۲۰۱۳، سیدو لیسانس جراحی دندان را دریافت کرد. پدر سیدو یک تیرانداز ورزشی ملی بود. برادر او نیز در ماده تپانچه بادی ۱۰ متر است. عموی سیدو یک اسلحه ساز و سفارشی ساز اسلحه است. در ۷ فوریه ۲۰۱۳، سیدو با روناک پاندیت، که همچنین یک تیرانداز تپانچه بود و به عنوان مربی او نیز عمل می‌کند، ازدواج کرد. سیدو در گورگائون، بمبئی ساکن است.

## حرفه
سیدو تیراندازی را در سال ۲۰۰۶ با حضور در تیم‌های ملی نوجوانان و بزرگسالان آغاز کرد. او عضو باشگاه پاتیالا بود. او برای کمک به پذیرش در دانشکده دندانپزشکی شروع به تیراندازی کرد.
در سال ۲۰۰۹، سیدو مدال نقره جام جهانی تیراندازی در پکن را به دست آورد. او مقام اول تپانچه بادی ۱۰ متر زنان را در مسابقات قهرمانی کشور در کرالا کسب کرد.
سیدو با آنو راج سینگ و سونیا رای در مسابقات تیمی تپانچه بادی ۱۰ متر زنان در بازی‌های آسیایی ۲۰۱۰ گوانگژو چین مدال نقره کسب کرد. با آنو راج سینگ ۳۷۵ امتیاز و سیدو ۳۸۴ امتیاز، سیدو و سینگ مدال طلای تپانچه بادی ۱۰ متر زنان را در بازی‌های مشترک المنافع ۲۰۱۰ به دست آوردند. سیدو در انفرادی مدال نقره گرفت.
سیدو یکی از اعضای تیم هند در بازی‌های المپیک تابستانی ۲۰۱۲ لندن بود. او در ماده تپانچه بادی زنان شرکت کرد و در دور مقدماتی دوازدهم شد. سیدو بخشی از فیلم رسمی بازی‌های المپیک لندن با عنوان اول: داستان بازی‌های المپیک ۲۰۱۲ لندن بود. این فیلم به نویسندگی، تهیه‌کنندگی و کارگردانی کارولین رولند به دنبال ورزشکاران المپیکی بود که برای اولین بار در لندن حضور داشتند.
سیدو در سال ۲۰۱۳ در فینال جام جهانی تیراندازی در مونیخ آلمان مدال طلا را به دست آورد. سیدو با ۲۰۳٫۸ امتیاز قهرمان جهان زورانا آرونوویچ از صربستان و برنده قبلی اولنا کوستویچ از اوکراین را با ۲۰۳٫۸ امتیاز شکست داد که در پایان مسابقه ۵ امتیازی شد.
در مسابقات ملی تیراندازی هند در سال ۲۰۱۴، سیدو با ۰٫۱ امتیاز بر راهی سارنوبات در ماده تپانچه بادی زنان پیروز شد.
در سال ۲۰۱۶، سیدو در مسابقات تپانچه بادی ۱۰ متر و تپانچه ۲۵ متر زنان بازی‌های المپیک تابستانی ۲۰۱۶ ریودوژانیرو راه یافت. او در تپانچه بادی ۱۰ متر زنان چهاردهم و در دور مقدماتی تپانچه ۲۵ متر زنان بیستم شد.
سیدو در سال ۲۰۱۷ در مسابقات تیراندازی مشترک المنافع در بریزبن مدال طلای تپانچه بادی ۱۰ متر زنان را به دست آورد.
در بازی‌های مشترک المنافع ۲۰۱۸، سیدو در ماده تپانچه بادی ۱۰ متر زنان مدال نقره و در تپانچه بادی ۲۵ متر زنان مدال طلا کسب کرد. او رکورد ۳۸ بازی‌های مشترک المنافع را در کسب مدال طلا شکست.

## انصراف ازمسابقات قهرمانی آسیادر تهران
سیدو در سال ۲۰۱۶ از مسابقات قهرمانی سلاح‌های بادی آسیا در تهران انصراف داد زیرا ایران حجاب اسلامی را برای شرکت کنندگان زن اجباری کرده بود.

## جوایز
سیدو در ۲۸ اوت ۲۰۱۴ جایزه آرجونا را دریافت کرد.